# Comuna Brovarkî, Hlobîne
Brovarkî (în ucraineană Броварки) este o comună în raionul Hlobîne, regiunea Poltava, Ucraina, formată din satele Brovarkî (reședința), Kîrîiakivka, Pelehivșciîna, Petrașivka și Vîșenkî.

## Demografie
Componența lingvistică a comunei Brovarkî
     Ucraineană (95,61%)
     Rusă (2,97%)
     Alte limbi (0,7%)
Conform recensământului din 2001, majoritatea populației comunei Brovarkî era vorbitoare de ucraineană (95,61%), existând în minoritate și vorbitori de rusă (2,97%).